# World Series FINA de plongeon 2013
Navigation
Édition 2012 Édition 2014
L'édition 2013 des World Series FINA de plongeon, se dispute durant les mois de mars à mai et comporte six étapes.

## Les étapes
| Date           | Lieu        |
| -------------- | ----------- |
| 15 au 17 mars  | Pékin       |
| 21 au 23 mars  | Dubaï       |
| 19 au 21 avril | Édimbourg   |
| 26 au 28 avril | Moscou      |
| 17 au 19 mai   | Guadalajara |
| 24 au 26 mai   | Guadalajara |

## Classement

### Hommes
| Place | Nom               | Nationalité | Point |
| ----- | ----------------- | ----------- | ----- |
| 1     | Yahel Castillo    | Mexique     | 72    |
| 2     | He Chong          | Chine       | 64    |
| 3     | Illya Kvasha      | Ukraine     | 58    |
| 4     | Christopher Mears | Royaume-Uni | 46    |
| 5     | Qin Kai           | Chine       | 44    |

| Place | Nom             | Nationalité | Point |
| ----- | --------------- | ----------- | ----- |
| 1     | Victor Minibaev | Russie      | 82    |
| 2     | Ivan Garcia     | Mexique     | 64    |
| 3     | Lin Yue         | Chine       | 54    |
| 4     | Chen Aisen      | Chine       | 46    |
| 5     | Qiu Bo          | Chine       | 36    |

| Place | Pays        | Point |
| ----- | ----------- | ----- |
| 1     | Chine       | 153   |
| 2     | Ukraine     | 129   |
| 3     | Mexique     | 117   |
| 4     | Royaume-Uni | 105   |
| 5     | Malaisie    | 78    |

| Place | Pays     | Point |
| ----- | -------- | ----- |
| 1     | Russie   | 147   |
| 2     | Cuba     | 126   |
| 3     | Mexique  | 114   |
| 4     | Chine    | 81    |
| 5     | Colombie | 36    |

### Femmes
| Place | Nom            | Nationalité | Point |
| ----- | -------------- | ----------- | ----- |
| 1     | He Zi          | Chine       | 106   |
| 2     | Laura Sánchez  | Mexique     | 67    |
| 3     | Olena Fedorova | Ukraine     | 48    |
| 4     | Jennifer Abel  | Canada      | 46    |
| 5     | Tania Cagnotto | Italie      | 38    |

| Place | Nom                   | Nationalité | Point |
| ----- | --------------------- | ----------- | ----- |
| 1     | Si Yajie              | Chine       | 70    |
| 2     | Pandelela Rinong Pamg | Malaisie    | 66    |
| 3     | Chen Ruolin           | Chine       | 52    |
| 4     | Noemi Batki           | Italie      | 46    |
| 5     | Alejandra Orozco      | Mexique     | 45    |

| Place | Pays     | Point |
| ----- | -------- | ----- |
| 1     | Chine    | 162   |
| 2     | Ukraine  | 108   |
| 3     | Malaisie | 105   |
| 4     | Mexique  | 78    |
| 5     | Italie   | 75    |

| Place | Pays        | Point |
| ----- | ----------- | ----- |
| 1     | Chine       | 162   |
| 2     | Malaisie    | 126   |
| 3     | Canada      | 99    |
| 4     | Royaume-Uni | 90    |
| 5     | Russie      | 84    |

## Vainqueurs par épreuve
| Étapes      | Hommes         | Hommes       | Hommes                                | Hommes                                |             | Femmes       | Femmes                      | Femmes                       | Femmes |
| Étapes      | Tremplin 3m    | Haut vol 10m | Synchro 3m                            | Synchro 10m                           | Tremplin 3m | Haut vol 10m | Synchro 3m                  | Synchro 10m                  |        |
| Pékin       | Qin Kai        | Lin Yue      | Chine He Chong Qin Kai                | Chine Chen Aisen Lin Yue              | He Zi       | Chen Ruolin  | Chine Shi Tingmao Wu Minxia | Chine Chen Ruolin Liu Huixia |        |
| Dubaï       | Illya Kvasha   | Lin Yue      | Chine He Chong Qin Kai                | Chine Chen Aisen Lin Yue              | He Zi       | Chen Ruolin  | Chine He Zi Wang Han        | Chine Chen Ruolin Liu Huixia |        |
| Édimbourg   | Illya Kvasha   | Thomas Daley | Chine He Chong Qin Kai                | Russie Victor Minibaev Artem Chesakov | He Zi       | Si Yajie     | Chine Wu Minxia Shi Tingmao | Chine Si Yajie Liu Huixia    |        |
| Moscou      | He Chong       | Lin Yue      | Ukraine Illya Kvasha Oleksiy Prygorov | Chine Lin Yue Chen Aisen              | Shi Tingmao | Si Yajie     | Chine Wu Minxia Shi Tingmao | Chine Si Yajie Liu Huixia    |        |
| Guadalajara | Yahel Castillo | Qiu Bo       | Mexique Yahel Castillo Daniel Islas   | Mexique German Sanchez Ivan Garcia    | He Zi       | Liu Huixia   | Chine He Zi Wang Han        | Chine Si Yajie Liu Huixia    |        |
| Guadalajara | He Chao        | Qiu Bo       | Mexique Yahel Castillo Daniel Islas   | Mexique German Sanchez Ivan Garcia    | He Zi       | Si Yajie     | Chine He Zi Wang Han        | Chine Si Yajie Liu Huixia    |        |